# Még drágább az életed
A Még drágább az életed! (Die Hard 2 vagy Die Hard 2: Die Harder) amerikai akciófilm, melyet 1990-ben mutattak be. A film a Die Hard filmsorozat második része, az 1988-ban megjelent Drágán add az életed! folytatása, mely később még három résszel bővült: Die Hard – Az élet mindig drága (1995), Die Hard 4.0 – Legdrágább az életed (2007), Die Hard – Drágább, mint az életed (2013).
A forgatókönyvet Steven E. de Souza és Doug Richardson írta, a filmet Renny Harlin rendezte. A főszerepben Bruce Willis, William Sadler és Bonnie Bedelia látható.

## Cselekmény
Két évvel a Nakatomi Toronyháznál történtek után, 1990 karácsony estéjén John McClane hadnagy a washingtoni Dulles Nemzetközi Repülőtéren várja Los Angelesből feleségét, Hollyt, a váróteremben való üldögélése során azonban két férfira lesz figyelmes, akikről rosszat kezd sejteni. John követi őket egy elzárt részlegre, ahol aztán igazoltatni akarja őket, ám azok fegyvert rántanak ellene, így McClane kénytelen végezni egyikőjükkel, másikuk azonban elszökik. A hadnagy jelenti a történteket Lorenzo rendőrkapitánynak, ám mivel az figyelmen kívül hagyja az esetet, McClane maga kezd nyomozni; felhívja barátját, Al Powell őrmestert, aki az ujjlenyomat alapján azonosítja azt a bizonyos holttestet, méghozzá egy elhunytnak hitt zsoldos személyében.
John félelmei beigazolódnak: egy terroristacsoporttal rendelkező katona, Stuart ezredes veszi fel a kapcsolatot a repülőtérrel, és követeli Ramon Esperanza tábornok, dél-amerikai diktátor szabadon engedését, akinek gépe hamarosan az Egyesült Államokban fog leszállni, hogy aztán bíróság elé állítsák a háborús bűnökkel vádolt férfit. Ellenben az ezredes és zsoldosai átveszik a repülőtér irányítását, melyek aztán beláthatatlan következményekkel járnának.
A fenyegetés ellenére a reptér vezetői néhány kommandós kíséretében megbízzák a főmérnököt, a központi antennarendszer segítségével lépjen kapcsolatba a gépekkel, hogy a terroristák ne hallják azt. Csakhogy mialatt elhagyják az épületet, négy karbantartónak hitt terrorista lelövi a kommandósokat, ám mikor a szakértővel is végeznének, McClane tűnik fel és likvidálja ellenségeit. Mikor Stuart ezredes tudomást szerez a dologról, a rádiótorony felrobbantásával megszakítja a kapcsolatot a reptér és a repülők között, majd megváltoztatja az egyik utasszállító magassági szintjét, így az a Dulles kifutópályáján a földbe ütközik és több száz utassal a fedélzetén felrobban.
A történtek után Grant őrnagy vezetésével egy különleges egység érkezik a reptérre, mialatt Esperanza tábornok átveszi az őt szállító gép irányítását, majd a Dulles repülőtéren leszáll. McClane a reptér gondnoka segítségével megpróbálja megakadályozni, hogy a terroristák elszállítsák a tábornokot, ám akciója kudarcba fullad, viszont sikerül egy újabb ellenséget likvidálnia. John értesül róla, hogy Stuart és emberei a közelben, valószínűleg az egyik templomban bujkálhatnak, így Grant csapatával a helyszínre megy, ahol ezután lövöldözés tör ki. McClane kettővel csökkenti ellenségei létszámát, majd hójáróval üldözőbe veszi Stuartékat, akiknek végül sikerül elmenekülni, ráadásul John rájön, hogy Grant és emberei is Esperanza tábornokkal vannak, ugyanis a templomnál vaktöltényekkel lőttek „ellenségeikre”.
Holly időközben rájön, hogy egy járaton utazik Richard Thornburg riporterrel, akit egy éve leütött. A férfinak ezúttal sikerül befognia a repülőtéri adásokat, így megtudja, mi folyik odalenn, majd miután közölte ezt a sajtóval, hatalmas káosz tör ki a várótermekben. Thornburg adását végül Holly szakítja félbe, aki egy sokkolóval elkábítja a riportert.
Esperanzáék Granttal és embereivel repülőre szállnak, hogy elhagyják az országot, de a kifutón McClane egy helikopter segítségével a gépre ugrik, és elfolyatja annak üzemanyagát. John hosszas harc után még a hajtóműbe tudja lökni Grantet, ám miután Stuarttal már nem bír el, meggyújtja a kifutón lévő üzemanyagcsíkot, mely végül utoléri a tábornok repülőjét, ami az összes rosszfiúval együtt felrobban.
A veszély elmúltával az összes repülőgép engedélyt kap a leszállásra, így John végre találkozik Hollyval, majd együtt elhagyják a repteret.

## Szereplők
| Szereplő                       | Színész             | Magyar hang      |
| ------------------------------ | ------------------- | ---------------- |
| John McClane                   | Bruce Willis        | Szakácsi Sándor  |
| Holly Gennero McClane          | Bonnie Bedelia      | Herceg Csilla    |
| Stuart ezredes                 | William Sadler      | Csernák János    |
| Ramon Esperanza tábornok       | Franco Nero         | Fülöp Zsigmond   |
| Al Powell őrmester             | Reginald VelJohnson | Kránitz Lajos    |
| Grant őrnagy                   | John Amos           | Konrád Antal     |
| Carmine Lorenzo rendőrkapitány | Dennis Franz        | Balázs Péter     |
| Richard Thornberg              | William Atherton    | Tahi Tóth László |

## Fogadtatás
A Még drágább az életed ugyan nem múlta felül a Die Hard-sorozat legelső részét, mégis pozitív kritikákat kapott; Joel Siegel, a Good Morning Americában kijelentette, ez a film 1990 legnagyobb kasszasikere. A filmnek 70 millió dolláros költségvetése volt, s a premierhétvégén egyből 21,7 millió dolláros bevételt hozott, az egész világon pedig 240 millió dollár jött össze végül.